# Stropis glaucescens
Stropis glaucescens är en insektsart som beskrevs av Sjöstedt 1934. Stropis glaucescens ingår i släktet Stropis och familjen gräshoppor. Inga underarter finns listade i Catalogue of Life.